# Podocalicina
La podocalicina es una sialoglucoproteína considerada el principal constituyente del glucocáliz de los podocitos en el glomérulo (cápsula glomerular). Es un miembro de la familia de sialomucinas trasmembrana CD34. Esta glucoproteína cubre las prolongaciones secundarias (pedicelos) de los podocitos. Está polarizada negativamente y así funciona para mantener las prolongaciones secundarias separadas, manteniendo abierta la barrera de filtración urinaria.  Esta función es respaldada por estudios en ratones que revelaron un rol esencial en la morfogénesis de podocitos así como un rol en la apertura luminal vascular y regulación de permeabilidad vascular.  Cabe destacar que es la única sialomucina de superficie celular que ha sido capaz de provocar un fenotipo letan en ratones nocaut.  La podocalicina está también regulada a la subida en un número de cánceres y está frecuentemente asociada con un peor pronóstico.. Las glucoformas sialiladas, O-glucosiladas de podocalicina expresada por células de carcinoma del colon poseen actividad de unión a L-selectina y E-selectina y pueden ser punto de apoyo a la metástasis de células de carcinoma del colon. En el nivel celular, la podocalicina también se ha visto que regula la medida y topología de dominios apicales de la célula y actúa como inductor potete de formación de microvellosidades.